# 越中島駅
越中島駅（えっちゅうじまえき）は、東京都江東区越中島二丁目にある、東日本旅客鉄道（JR東日本）京葉線の駅である。駅番号はJE 03。
京葉線の列車のほか、西船橋駅から武蔵野線に乗り入れる列車も停車する。また、特定都区市内制度における「東京都区内」に属している。また、京葉線において、起点の東京駅から起算し、他路線との乗り換えのない最初の単独駅でもある。

## 歴史
貨物線の駅として既に越中島駅が存在したため、建設当初は「西越中島」の名称で開業する予定だったが、地元からの要望により貨物線の駅を越中島貨物駅に改称し、当駅が越中島駅として開業した。当駅の地上出入口が狭い形状となったのは、当時の東京商船大学（現在の東京海洋大学越中島キャンパス）の名称を駅名に取り入れなかったため、大学側の協力が得られなかったことによる。なお、商船大時代はホームの駅名標に「東京商船大学前」の副駅名が表記されていたが、海洋大に改称後は上からテープで消され、のちに表記のないものに交換されている。
2007年（平成19年）には、東京海洋大学が敷地を売却することにより、エレベーター（4番出口）が設置された。なお、江東区では、同年度予算で助成金として1億円を計上した。

### 年表
- 1990年（平成2年）3月10日：開業[1]。
- 2001年（平成13年）11月18日：ICカード「Suica」の利用が可能となる[5]。
- 2007年（平成19年）：みどりの窓口の営業を終了。
- 2013年（平成25年）3月16日：武蔵野快速の各駅停車への格下げに伴い、武蔵野線直通列車の停車を開始[6]。
- 2018年（平成30年）12月1日：業務委託化[2]。

## 駅構造
JR東日本ステーションサービスが駅業務を受託している東京営業統括センター（東京駅）管理の業務委託駅である。ただし、お客さまサポートコールシステムが導入されており、一部の時間帯はインターホンによる案内となる。島式ホーム1面2線を有する地下駅である。
自動券売機、多機能券売機、指定席券売機、自動改札機、自動精算機が設置されている。当駅の管轄は首都圏本部であるが、次の潮見駅との間に千葉支社との管轄境界がある。
4か所の地上出入口から地下に降りた階が改札階となっているが、改札階に下りてから1か所ある改札口までの通路は軌道方向に長い。ホーム階は改札階のさらに下の階にある。

### のりば
| 番線 | 路線     | 方向 | 行先                     |
| ---- | -------- | ---- | ------------------------ |
| 1    | 京葉線   | 下り | 舞浜・海浜幕張・蘇我方面 |
| 1    | 武蔵野線 | -    | 舞浜・西船橋・新松戸方面 |
| 2    | 京葉線   | 上り | 東京方面                 |

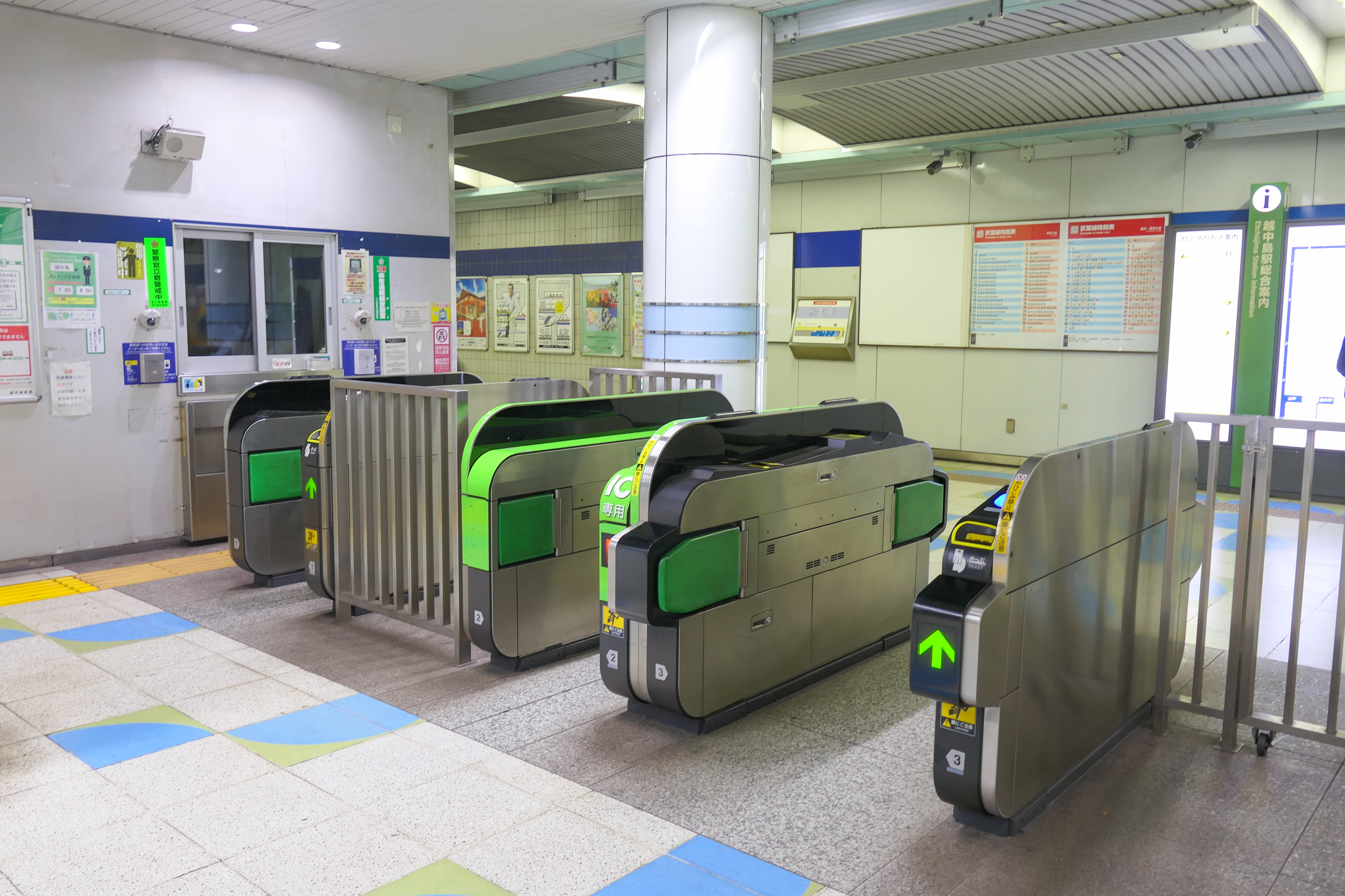
改札口（2023年4月）
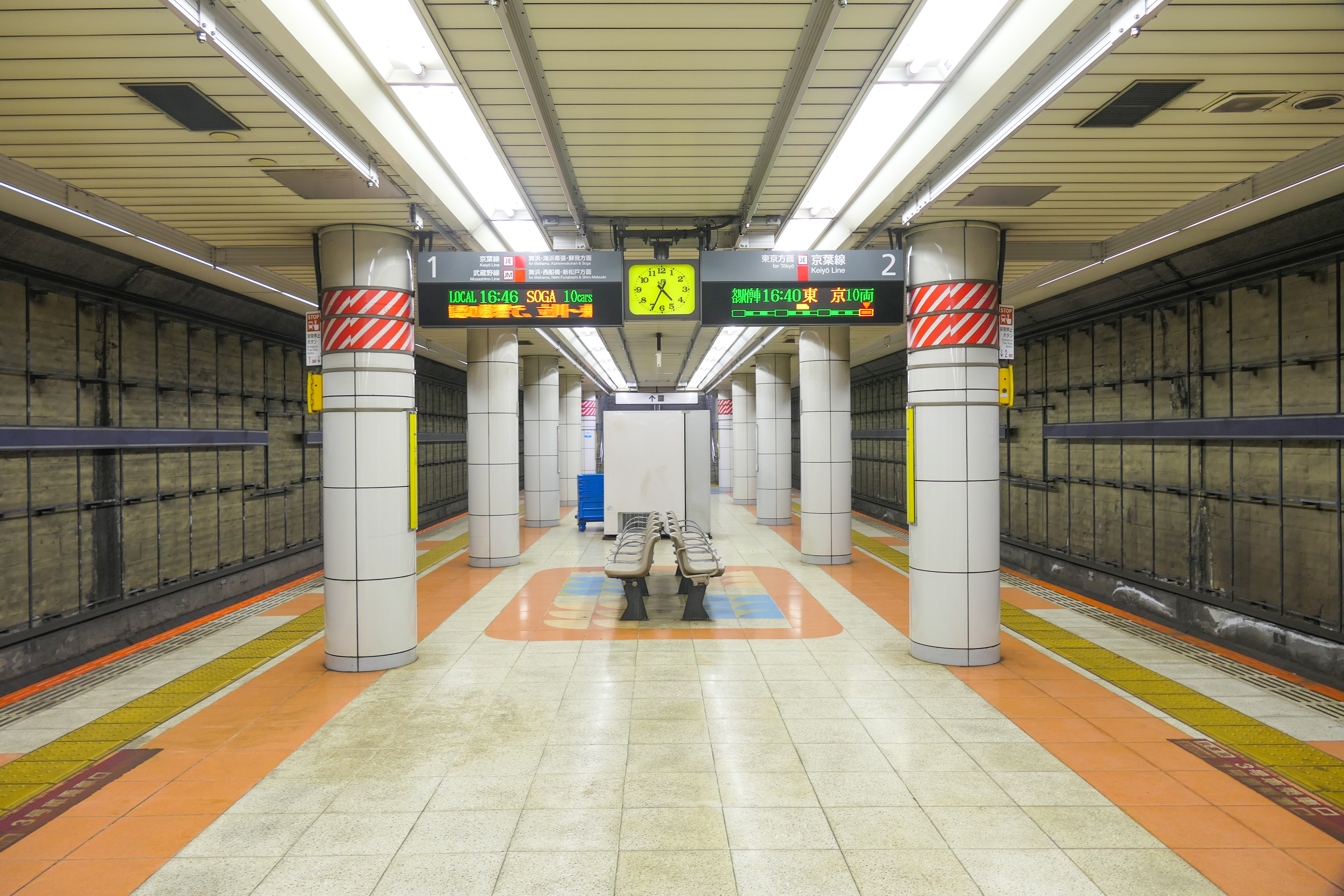
ホーム（2023年4月）

## 利用状況
2023年度（令和5年度）の1日平均乗車人員は5,221人である。東京23区のJR駅の中においても最も利用客数が少ない。また、京葉線全駅の中では二俣新町駅に次いで利用者数が少ない。駅の真上に東京海洋大学海洋工学部越中島キャンパス（旧・東京商船大学）があり、当駅を利用する学生が一定数を占めている。2010年（平成22年）ごろより、駅周辺の人口増加に伴い利用者数も増加傾向にある。
なお、開業後以降の推移は以下のとおりである。
| 1日平均乗車人員推移 | 1日平均乗車人員推移 | 1日平均乗車人員推移 | 1日平均乗車人員推移 | 1日平均乗車人員推移 | 1日平均乗車人員推移 |
| 年度                | 定期外              | 定期                | 合計                | 出典                | 出典                |
| 年度                | 定期外              | 定期                | 合計                | JR                  | 東京都              |
| ------------------- | ------------------- | ------------------- | ------------------- | ------------------- | ------------------- |
| 1990年（平成02年）  |                     |                     | 2,556               |                     | [ 都 1 ]            |
| 1991年（平成03年）  |                     |                     | 2,926               |                     | [ 都 2 ]            |
| 1992年（平成04年）  |                     |                     | 3,079               |                     | [ 都 3 ]            |
| 1993年（平成05年）  |                     |                     | 3,214               |                     | [ 都 4 ]            |
| 1994年（平成06年）  |                     |                     | 3,241               |                     | [ 都 5 ]            |
| 1995年（平成07年）  |                     |                     | 3,279               |                     | [ 都 6 ]            |
| 1996年（平成08年）  |                     |                     | 3,296               |                     | [ 都 7 ]            |
| 1997年（平成09年）  |                     |                     | 3,318               |                     | [ 都 8 ]            |
| 1998年（平成10年）  |                     |                     | 3,386               |                     | [ 都 9 ]            |
| 1999年（平成11年）  |                     |                     | 3,563               |                     | [ 都 10 ]           |
| 2000年（平成12年）  |                     |                     | 3,650               | [ JR 2 ]            | [ 都 11 ]           |
| 2001年（平成13年）  |                     |                     | 3,537               | [ JR 3 ]            | [ 都 12 ]           |
| 2002年（平成14年）  |                     |                     | 3,571               | [ JR 4 ]            | [ 都 13 ]           |
| 2003年（平成15年）  |                     |                     | 3,728               | [ JR 5 ]            | [ 都 14 ]           |
| 2004年（平成16年）  |                     |                     | 3,780               | [ JR 6 ]            | [ 都 15 ]           |
| 2005年（平成17年）  |                     |                     | 3,879               | [ JR 7 ]            | [ 都 16 ]           |
| 2006年（平成18年）  |                     |                     | 4,060               | [ JR 8 ]            | [ 都 17 ]           |
| 2007年（平成19年）  |                     |                     | 3,981               | [ JR 9 ]            | [ 都 18 ]           |
| 2008年（平成20年）  |                     |                     | 3,930               | [ JR 10 ]           | [ 都 19 ]           |
| 2009年（平成21年）  |                     |                     | 3,874               | [ JR 11 ]           | [ 都 20 ]           |
| 2010年（平成22年）  |                     |                     | 4,011               | [ JR 12 ]           | [ 都 21 ]           |
| 2011年（平成23年）  |                     |                     | 4,137               | [ JR 13 ]           | [ 都 22 ]           |
| 2012年（平成24年）  | 1,443               | 2,786               | 4,230               | [ JR 14 ]           | [ 都 23 ]           |
| 2013年（平成25年）  | 1,583               | 2,985               | 4,569               | [ JR 15 ]           | [ 都 24 ]           |
| 2014年（平成26年）  | 1,640               | 3,084               | 4,725               | [ JR 16 ]           | [ 都 25 ]           |
| 2015年（平成27年）  | 1,726               | 3,302               | 5,028               | [ JR 17 ]           | [ 都 26 ]           |
| 2016年（平成28年）  | 1,779               | 3,449               | 5,229               | [ JR 18 ]           | [ 都 27 ]           |
| 2017年（平成29年）  | 1,897               | 3,605               | 5,502               | [ JR 19 ]           | [ 都 28 ]           |
| 2018年（平成30年）  | 1,968               | 3,767               | 5,735               | [ JR 20 ]           | [ 都 29 ]           |
| 2019年（令和元年）  | 1,981               | 3,928               | 5,910               | [ JR 21 ]           | [ 都 30 ]           |
| 2020年（令和02年）  | 1,280               | 2,846               | 4,126               | [ JR 22 ]           | [ 都 31 ]           |
| 2021年（令和03年）  | 1,512               | 2,891               | 4,404               | [ JR 23 ]           | [ 都 32 ]           |
| 2022年（令和04年）  | 1,778               | 3,029               | 4,807               | [ JR 24 ]           | [ 都 33 ]           |
| 2023年（令和05年）  | 2,001               | 3,219               | 5,221               | [ JR 1 ]            |                     |

## 駅周辺
- 東京海洋大学越中島キャンパス（海洋工学部）
- 芝浦工業大学豊洲キャンパス（徒歩15分）
- 東京都立第三商業高等学校
- 江東区立深川第三中学校
- 江東区立越中島小学校
- 江東牡丹一郵便局
- 日立システムズフィールドサービス本社
- 清水建設技術研究所
- 東京スポーツ新聞本社
- スポーツニッポン新聞東京本社
- 東日印刷
- 越中島プール
- 月島駅（東京メトロ有楽町線・都営地下鉄大江戸線）
- 門前仲町駅（東京メトロ東西線・都営地下鉄大江戸線）
  - 当駅付近で都営地下鉄大江戸線と交差するが、大江戸線に駅は設けられていない。

## 周辺の交通

### バス路線
東京海洋大学越中島校舎前バス停（3番出口付近）
- 東京都交通局（都営バス）
  - 海01(KM01)：門前仲町／東京テレポート駅前・有明一丁目・台場二丁目
  - 門19：門前仲町／深川車庫前・東京ビッグサイト

越中島バス停（1番出口付近）
- 東京都交通局（都営バス）
  - 海01(KM01)：門前仲町／東京テレポート駅前・有明一丁目・台場二丁目
  - 門19：門前仲町／深川車庫前・東京ビッグサイト
  - 門33：亀戸駅前／豊海水産埠頭

### 遊覧船
1番出口より徒歩5分の所に「越中島発着場」が設置されており、遊覧船（「水上バス」と呼称）が発着している。
- 東京水辺ライン（東京都公園協会）
  - 浅草・お台場クルーズ（各駅便）：両国

## 隣の駅
東日本旅客鉄道（JR東日本）
 京葉線
■快速
通過
■各駅停車（武蔵野線直通含む）
八丁堀駅 (JE 02) - 越中島駅 (JE 03) - 潮見駅 (JE 04)

### 記事本文
1. 1 2  「会社は近く、乗り換え遠く 京葉線」『朝日新聞』朝日新聞社、1990年3月10日、18 夕刊。
2. 1 2 3  “「平成29年度営業関係施策（その3）について」提案を受ける”.   東日本ユニオン東京地本. 2019年4月18日時点のオリジナルよりアーカイブ。2019年11月15日閲覧。
3. 1 2 3 4  “駅の情報（越中島駅）：JR東日本”.   東日本旅客鉄道. 2023年9月13日時点のオリジナルよりアーカイブ。2023年9月13日閲覧。
4. 1 2  「東京23区のJR最閑散駅「越中島」には何があるのか? 東京から2駅だが駅員不在の時間も」『乗りものニュース』2019年12月27日。オリジナルの2020年1月19日時点におけるアーカイブ。2020年8月15日閲覧。
5. ↑  “Suicaご利用可能エリアマップ（2001年11月18日当初）” (PDF).   東日本旅客鉄道. 2019年7月27日時点のオリジナルよりアーカイブ。2020年4月23日閲覧。
6. ↑  『2013年3月ダイヤ改正について』（PDF）（プレスリリース）東日本旅客鉄道千葉支社、2012年12月21日。オリジナルの2016年4月23日時点におけるアーカイブ。2020年4月17日閲覧。
7. 1 2 3  “JR東日本：駅構内図・バリアフリー情報（越中島駅）”.   東日本旅客鉄道. 2024年12月20日閲覧。
8. ↑  “尾久と越中島､都会｢秘境駅｣人気上昇の必然 不動産業者が熱視線､その判断材料は何か”. 東洋経済オンライン.   東洋経済新報社 (2018年9月29日). 2019年5月29日時点のオリジナルよりアーカイブ。2020年8月15日閲覧。
9. ↑  越中島発着場（各発着場のご案内） - 東京水辺ライン（東京都公園協会、2022年7月27日閲覧）

### 利用状況
JR東日本
1. 1 2  “各駅の乗車人員（2023年度）”.   東日本旅客鉄道. 2024年12月20日閲覧。
2. ↑  “各駅の乗車人員（2000年度）”.   東日本旅客鉄道. 2024年12月20日閲覧。
3. ↑  “各駅の乗車人員（2001年度）”.   東日本旅客鉄道. 2024年12月20日閲覧。
4. ↑  “各駅の乗車人員（2002年度）”.   東日本旅客鉄道. 2024年12月20日閲覧。
5. ↑  “各駅の乗車人員（2003年度）”.   東日本旅客鉄道. 2024年12月20日閲覧。
6. ↑  “各駅の乗車人員（2004年度）”.   東日本旅客鉄道. 2024年12月20日閲覧。
7. ↑  “各駅の乗車人員（2005年度）”.   東日本旅客鉄道. 2024年12月20日閲覧。
8. ↑  “各駅の乗車人員（2006年度）”.   東日本旅客鉄道. 2024年12月20日閲覧。
9. ↑  “各駅の乗車人員（2007年度）”.   東日本旅客鉄道. 2024年12月20日閲覧。
10. ↑  “各駅の乗車人員（2008年度）”.   東日本旅客鉄道. 2024年12月20日閲覧。
11. ↑  “各駅の乗車人員（2009年度）”.   東日本旅客鉄道. 2024年12月20日閲覧。
12. ↑  “各駅の乗車人員（2010年度）”.   東日本旅客鉄道. 2024年12月20日閲覧。
13. ↑  “各駅の乗車人員（2011年度）”.   東日本旅客鉄道. 2024年12月20日閲覧。
14. ↑  “各駅の乗車人員（2012年度）”.   東日本旅客鉄道. 2024年12月20日閲覧。
15. ↑  “各駅の乗車人員（2013年度）”.   東日本旅客鉄道. 2024年12月20日閲覧。
16. ↑  “各駅の乗車人員（2014年度）”.   東日本旅客鉄道. 2024年12月20日閲覧。
17. ↑  “各駅の乗車人員（2015年度）”.   東日本旅客鉄道. 2024年12月20日閲覧。
18. ↑  “各駅の乗車人員（2016年度）”.   東日本旅客鉄道. 2024年12月20日閲覧。
19. ↑  “各駅の乗車人員（2017年度）”.   東日本旅客鉄道. 2024年12月20日閲覧。
20. ↑  “各駅の乗車人員（2018年度）”.   東日本旅客鉄道. 2024年12月20日閲覧。
21. ↑  “各駅の乗車人員（2019年度）”.   東日本旅客鉄道. 2024年12月20日閲覧。
22. ↑  “各駅の乗車人員（2020年度）”.   東日本旅客鉄道. 2024年12月20日閲覧。
23. ↑  “各駅の乗車人員（2021年度）”.   東日本旅客鉄道. 2024年12月20日閲覧。
24. ↑  “各駅の乗車人員（2022年度）”.   東日本旅客鉄道. 2024年12月20日閲覧。

東京都統計年鑑
1. ↑  “東京都統計年鑑 平成2年 95～103表 運輸及び通信” (PDF). 東京都統計データアーカイブ.   東京都. 2024年11月27日閲覧。 ※東京都統計データアーカイブより、調査名と対象年を手動選択。
2. ↑  “東京都統計年鑑 平成3年 102～110表 運輸及び通信” (PDF). 東京都統計データアーカイブ.   東京都. 2024年11月27日閲覧。 ※東京都統計データアーカイブより、調査名と対象年を手動選択。
3. ↑  “東京都統計年鑑 平成4年 94～126表 運輸及び通信” (PDF). 東京都統計データアーカイブ.   東京都. 2024年11月27日閲覧。 ※東京都統計データアーカイブより、調査名と対象年を手動選択。
4. ↑  “東京都統計年鑑 平成5年 94～126表 運輸及び通信” (PDF). 東京都統計データアーカイブ.   東京都. 2024年11月27日閲覧。 ※東京都統計データアーカイブより、調査名と対象年を手動選択。
5. ↑  “東京都統計年鑑 平成6年 97～129表 運輸及び通信” (PDF). 東京都統計データアーカイブ.   東京都. 2024年11月27日閲覧。 ※東京都統計データアーカイブより、調査名と対象年を手動選択。
6. ↑  “東京都統計年鑑 平成7年 107～138表 運輸及び通信” (PDF). 東京都統計データアーカイブ.   東京都. 2024年11月27日閲覧。 ※東京都統計データアーカイブより、調査名と対象年を手動選択。
7. ↑  “東京都統計年鑑 平成8年 107～138表 運輸及び通信” (PDF). 東京都統計データアーカイブ.   東京都. 2024年11月27日閲覧。 ※東京都統計データアーカイブより、調査名と対象年を手動選択。
8. ↑  “東京都統計年鑑 平成9年 114 JRの駅別乗車人員” (xls). 東京都統計データアーカイブ.   東京都. 2024年11月27日閲覧。 ※東京都統計データアーカイブより、調査名と対象年を手動選択。
9. ↑  “東京都統計年鑑 平成10年 107～138表 運輸及び通信” (PDF). 東京都統計データアーカイブ.   東京都. 2024年11月27日閲覧。 ※東京都統計データアーカイブより、調査名と対象年を手動選択。
10. ↑  “東京都統計年鑑 平成11年 107～138表 運輸及び通信” (PDF). 東京都統計データアーカイブ.   東京都. 2024年11月27日閲覧。 ※東京都統計データアーカイブより、調査名と対象年を手動選択。
11. ↑  “113 JRの駅別乗車人員（平成8～12年度）” (xls). 東京都統計年鑑 平成12年.   東京都. 2024年11月27日閲覧。
12. ↑  “113 JRの駅別乗車人員” (xls). 東京都統計年鑑 平成13年.   東京都. 2024年11月27日閲覧。
13. ↑  “113 JRの駅別乗車人員” (xls). 東京都統計年鑑 平成14年.   東京都. 2024年11月27日閲覧。
14. ↑  “113 JRの駅別乗車人員” (xls). 東京都統計年鑑 平成15年.   東京都. 2024年11月27日閲覧。
15. ↑  “113 JRの駅別乗車人員” (xls). 東京都統計年鑑 平成16年.   東京都. 2024年11月27日閲覧。
16. ↑  “115 JRの駅別乗車人員” (xls). 東京都統計年鑑 平成17年.   東京都. 2024年11月27日閲覧。
17. ↑  “9-8 JRの駅別乗車人員” (xls). 東京都統計年鑑 平成18年.   東京都. 2024年11月27日閲覧。
18. ↑  “9-8 JRの駅別乗車人員” (xls). 東京都統計年鑑 平成19年.   東京都. 2024年11月27日閲覧。
19. ↑  “9-8 JRの駅別乗車人員” (xls). 東京都統計年鑑 平成20年.   東京都. 2024年11月27日閲覧。
20. ↑  “4-8 JRの駅別乗車人員” (xls). 東京都統計年鑑 平成21年.   東京都. 2024年11月27日閲覧。
21. ↑  “4-8 JRの駅別乗車人員” (xls). 東京都統計年鑑 平成22年.   東京都. 2024年11月27日閲覧。
22. ↑  “4-8 JRの駅別乗車人員” (xls). 東京都統計年鑑 平成23年.   東京都. 2024年11月27日閲覧。
23. ↑  “4-8 JRの駅別乗車人員” (xls). 東京都統計年鑑 平成24年.   東京都. 2024年11月27日閲覧。
24. ↑  “4-8 JRの駅別乗車人員” (xls). 東京都統計年鑑 平成25年.   東京都. 2024年11月27日閲覧。
25. ↑  “4-8 JRの駅別乗車人員” (xls). 東京都統計年鑑 平成26年.   東京都. 2024年11月27日閲覧。
26. ↑  “4-8 JRの駅別乗車人員” (xls). 東京都統計年鑑 平成27年.   東京都. 2024年11月27日閲覧。
27. ↑  “4-8 JRの駅別乗車人員” (xls). 東京都統計年鑑 平成28年.   東京都. 2024年11月27日閲覧。
28. ↑  “4-8 JRの駅別乗車人員” (xls). 東京都統計年鑑 平成29年.   東京都. 2024年11月27日閲覧。
29. ↑  “4-8 JRの駅別乗車人員” (xls). 東京都統計年鑑 平成30年.   東京都. 2024年11月27日閲覧。
30. ↑  “4-8 JRの駅別乗車人員” (xls). 東京都統計年鑑 平成31年・令和元年.   東京都. 2024年11月27日閲覧。
31. ↑  “4-8 JRの駅別乗車人員” (xls). 東京都統計年鑑 令和2年.   東京都. 2024年11月27日閲覧。
32. ↑  “4-8 JRの駅別乗車人員” (xls). 東京都統計年鑑 令和3年.   東京都. 2024年11月27日閲覧。
33. ↑  “4-8 JRの駅別乗車人員” (xls). 東京都統計年鑑 令和4年.   東京都. 2024年11月27日閲覧。